# Intersecția Einstein
Intersecția Einstein (The Einstein Intersection) este un roman științifico-fantastic scris de Samuel R. Delany. A primit premiul Nebula pentru cel mai bun roman în 1967 și a fost nominalizat la premiul Hugo pentru cel mai bun roman în 1968. Delany a intenționat să numească acest roman A Fabulous, Formless Darkness.
Romanul a fost influențat de filmul din 1959 al lui Marcel Camus, Orfeu Negru.  Protagonistul, Lo Lobey, este vag bazat pe personajul Orfeu, iar personajul Kid Death este asemănător cu personajul  Moartea din acest film.
Romanul este dedicat de către autor lui Donald A. Wollheim, (responsabil[...] pentru ceea ce este înăuntrul [cărții]), și lui Jack Gaughan (pentru ceea ce lipsește).

## Prezentare
Romanul are loc într-o lume terestră post-apocaliptică plină de minuni și de monștri. Oamenii au părăsit de mult timp Pământul (cum anume exact nu este explicat), iar o rasă extraterestră retrăiește miturile omului.
Eroul cărții, păstorul Lo Lobey, călătorește prin această lume, descoperind mai multe despre ea, despre el însuși și despre rasa umană. Lo Lobey arată cele mai mari eșecuri și realizări ale omenirii prin ochii  unui membru al unei rase extraterestre. Acesta a asimilat mitologia pământului, unde cei din rasa sa s-au stabilit printre artefactele rămase ale umanității.  Povestea urmărește căutarea mitică a lui Lobey pentru iubirea sa pierdută, Friza.

## Traduceri
În limba română a fost tradus de Radu Comănescu și publicat de Editura Pygmalion în 1995, în colecția Cyborg.

## Legături externe
- en  Istoria publicării lucrării Intersecția Einstein la Internet Speculative Fiction Database
- The Einstein Intersection la Worlds Without End

## Vezi și
- Lista volumelor publicate în Colecția Cyborg
- 1967 în științifico-fantastic